# Glenn Allerton
Glenn Allerton (Douglas Park, 29 gennaio 1981) è un pilota motociclistico australiano.

## Carriera
Esordisce nelle gare di moto nel 2001 e successivamente vince per tre volte il campionato australiano della classe Superbike; il primo nel 2008 in sella ad una Honda CBR1000RR, i successivi con una BMW S1000RR risalgono alle annate 2011 e 2014. Nel 2011 inoltre, disputa una prova del British Superbike Championship, in qualità di pilota sostitutivo, per il team Doodson Motorsport senza ottenere punti nella graduatoria piloti ma classificandosi ventesimo tra i piloti con motociclette in configurazione EVO. Allerton partecipa come wild card a due gare del campionato mondiale Superbike 2013 in sella ad una BMW S1000RR del team Next Gen Motorsports, raccogliendo 6 punti in 4 gare. Torna nel campionato delle derivate di serie anche nella stagione successiva, questa volta in qualità di sostituto dell'infortunato Sylvain Barrier, in sella ad una BMW del team BMW Motorrad Italia in configurazione EVO. Prende parte però solo alla gara di casa in Australia sulla pista di Phillip Island, ottenendo, con la metà delle gare disputate, gli stessi punti dell'anno precedente.
Continua a gareggiare in patria anche nelle annate successive, e nel 2024 si classifica in decima posizione.

## Risultati in gara

### Campionato mondiale Superbike
| 2013 | Moto |    |    |  |  |  |  |  |  |  |  |  |  |  |  |  |  |  |  |  |  |  |  |    |    |  |  |  |  | Punti | Pos. |
| ---- | ---- | -- | -- |  |  |  |  |  |  |  |  |  |  |  |  |  |  |  |  |  |  |  |  | -- | -- |  |  |  |  | ----- | ---- |
| 2013 | BMW  | 14 | 12 |  |  |  |  |  |  |  |  |  |  |  |  |  |  |  |  |  |  |  |  | 16 | 17 |  |  |  |  | 6     | 33º  |

| 2014 | Moto |    |    |  |  |  |  |  |  |  |  |  |  |  |  |  |  |  |  |  |  |  |  |  |  |  |  |  |  | Punti | Pos. |
| ---- | ---- | -- | -- |  |  |  |  |  |  |  |  |  |  |  |  |  |  |  |  |  |  |  |  |  |  |  |  |  |  | ----- | ---- |
| 2014 | BMW  | 11 | 15 |  |  |  |  |  |  |  |  |  |  |  |  |  |  |  |  |  |  |  |  |  |  |  |  |  |  | 6     | 26º  |

| Legenda | 1º posto        | 2º posto            | 3º posto           | A punti      | Senza punti        | Grassetto – Pole position Corsivo – Giro più veloce |
| Legenda | Gara non valida | Non qual./Non part. | Ritirato/Non class | Squalificato | '-' Dato non disp. | Grassetto – Pole position Corsivo – Giro più veloce |